# Kyzylarai
Kyzylarai (en kazajo: Кызыларай) es un macizo, una parte de la Melkosopochnik kazajo (Tierras Altas kazajas), situada en la región de Karagandá en el Kazajistán Central. El lugar es extremadamente rico en sitios de interés natural e histórico. El Cementerio de Begazy (Begazy-Dandybai de la Edad de Bronce) es uno de ellos. El punto más alto del centro de Kazajistán, el monte Aksoran (1.565 metros (5.135 pies)) se encuentra en Kyzylarai. La Argali la oveja de montaña más grande del mundo, se puede observar en la zona.
Kyzylarai se encuentra en la parte sur de las tierras altas de Kazajistán, al norte del lago Balkhash